# Negazionismo scientifico

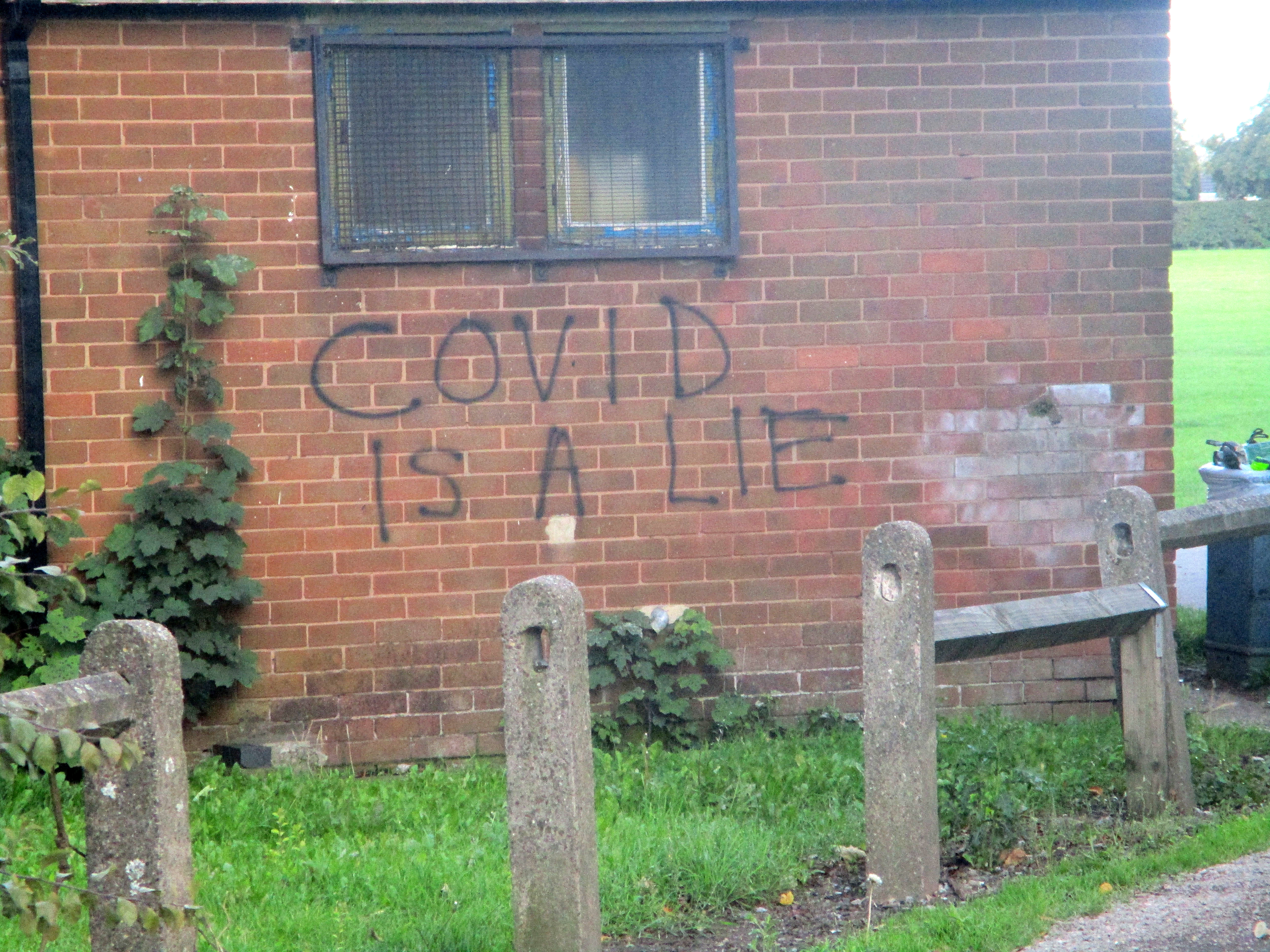
Scritta su un muro a Pontefract che recita "il COVID è una bugia".

Il negazionismo scientifico o diniego  consiste nella negazione ipocrita e irrazionale dell'esistenza di ciò che esiste e si conosce o è scientificamente dimostrato. Il concetto di diniego si intreccia con quello di negazionismo, che consiste nella negazione di fatti storici accertati.

## Storia
Il concetto di "negazione" intesa come diniego venne analizzato per la prima volta da Anna Freud durante il Novecento. Secondo Freud, la negazione (Verneinung) sarebbe da intendersi come un meccanismo della mente immaturo perché in conflitto con la capacità di apprendere e affrontare la realtà. Freud ammette che la negazione si verificherebbe più spesso nelle menti mature quando hanno a che fare con temi come la morte e la violenza sessuale. Il concetto di Verneinung venne approfondito da altri, fra cui Elisabeth Kübler-Ross, secondo cui esso sarebbe la prima delle cinque fasi del lutto. Il fenomeno si verificherebbe fra i sopravvissuti di un tragico evento quando vengono a conoscenza della morte di qualcuno.

## Caratteristiche

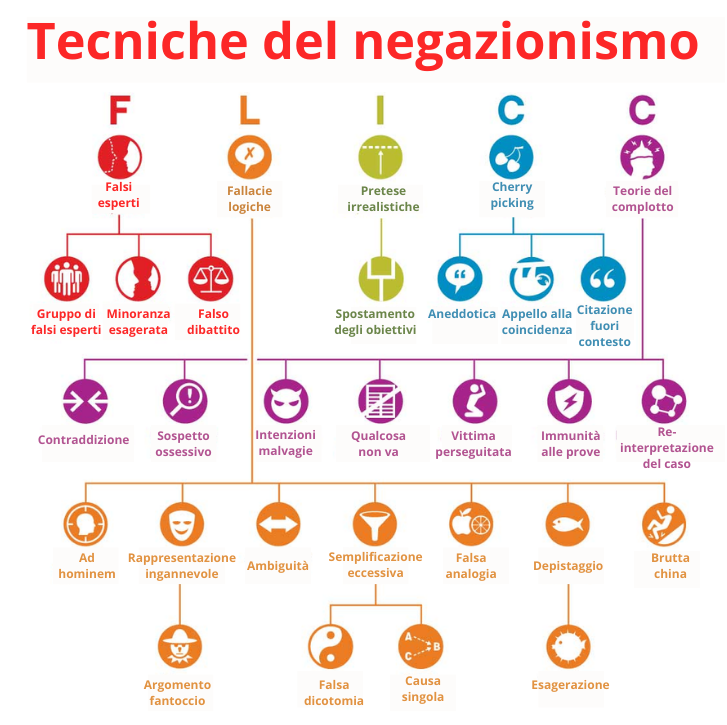
Un possibile schema che riassume le tecniche del negazionismo

L'antropologo Didier Fassin distingue i concetti di negazione (denial), da lui intesa come "osservazione empirica in cui realtà e verità vengono negate", e diniego (denialism), che definisce "una posizione ideologica in base alla quale si reagisce sistematicamente rifiutando realtà e verità". Nel 2009, l'autore Michael Spectre sostenne che il denialism all'interno di un segmento sociale avviene laddove le persone sono spesso costrette ad affrontare cambiamenti traumatici. Stando a una dichiarazione di Rick Stoff basata sulle teorie di Chris Hoofnagle:
 Alex Gillespie della London School of Economics prese in esame le tattiche retoriche difensive con cui un individuo si serve per negare una verità che non vuole accettare:
- Evitazione: la prima linea di difesa contro le informazioni dirompenti consiste nell'evitarle.
- Delegittimazione - La seconda linea di difesa è attaccare il messaggero, minando la credibilità della fonte.
- Limitazione - L'ultima linea di difesa, se le informazioni dirompenti non possono essere evitate o delegittimate, viene razionalizzato e sminuito l'impatto delle idee dirompenti.